# Raphael Wallfisch
Raphael Wallfisch   (Gran Londres, 15 de juny de 1953) és un violoncel·lista anglès.

## Biografia
Raphael Wallfisch va néixer a Londres fill de pares músics, la violoncel·lista Anita Lasker-Wallfisch i el pianista Peter Wallfisch. Guiat molt aviat pels professors Amaryllis Fleming, Amadeo Baldovino i Derek Simpson, va optar per dedicar-se al violoncel. Després d'estudiar amb el violoncel·lista rus Gregor Piatigorsky a la Thornton School of Music de la Universitat de Califòrnia, als 24 anys va guanyar el Concurs internacional de violoncel Gaspar Cassadó a Florència. Ha exercit una carrera internacional i ha actuat amb diverses orquestres. També és convidat habitualment a festivals de Londres (The Proms), Edimburg, Aldeburgh, Spoleto, Prades, Oslo i Schleswig-Holstein a Alemanya.
Apassionat de la docència, Raphael Wallfisch fa classes magistrals a tot el món. És professor al Konservatorium de Zürich Winterthur i al Royal Northern College of Music de Manchester.
Raphael Wallfisch compta amb diversos registres que inclouen les obres concertants d'Ernest Bloch, Maurice Ravel, Ernő Dohnányi, Ottorino Respighi, Samuel Barber, Paul Hindemith, Bohuslav Martinů, Richard Strauss, Antonín Dvořák, Dmitri Kabalevski, Aram Khatxaturian i Mieczysław Weinberg. També té un lloc important el repertori de violoncel de compositors anglesos amb obres de Benjamin Britten, Gerald Finzi, Kenneth Leighton, Frederick Delius, Arnold Bax, Arthur Bliss, Ernest John Moeran et William Walton. Wallfisch treballa amb diversos compositors britànics que sovint li escriuen obres, com ara Peter Maxwell Davies, Kenneth Leighton, James MacMillan, Paul Patterson, Robert Simpson, Robert Saxton, Roger Smalley, Giles Swayne, John Tavener i Adrian Williams.
A més de la seva carrera en solitari, Raphael Wallfisch actua amb el Shario Erez Wallfisch Trio amb el violinista Hagai Shaham i el pianista Arnon Erez. Fundat el 2009, el trio ja té fama en el panorama internacional. Té dos enregistraments sota el seu segell Nimbus.
Raphael Wallfisch toca un violoncel de Jean-Baptiste Vuillaume de 1865 i un de Gennaro Gagliano de 1760.